# Wsielub
Wsielub (biał. Уселюб) – wieś (dawniej miasteczko) na Białorusi, w rejonie nowogródzkim obwodu grodzieńskiego. Centrum administracyjne sielsowietu.
Siedziba parafii prawosławnej (pw. św. Michała Archanioła) i rzymskokatolickiej (pw. św. Kazimierza).

## Historia
Po raz pierwszy wspomniana w 1422 na pieczęci Jana Niemiry („+ s(igillum) x iohan(n)is x de x wselub x”) przywieszonej do dokumentu pokoju melneńskiego. Zapis Jan z Wsielubia, wskazujący na ówczesnego właściciela miejscowości, jest jednym z nielicznych wyjątków wśród znanych pieczęci bojarów litewskich z tego okresu. 
W okresie średniowiecza był główną rezydencją potomków Jana Niemiry – Niemirowiczów i Niemirowiczów-Szczyttów, należących do elity możnowładczej Wielkiego Księstwa Litewskiego i zaliczanych do wyższej warstwy szlachty tzw. paniąt. Niemirowiczowie w pierwszej połowie XV wieku ufundowali we Wsielubiu kościół katolicki, który miał również pełnić funkcję nekropolii rodowej. W następnych stuleciach, wraz z kolejnymi działami związanymi z dziedziczeniem, Wsielub stracił rangę głównej siedziby Niemirowiczów i Niemirowiczów-Szczyttów. W pierwszej połowie XVI wieku w związku z wymieraniem kilku gałęzi rodu Niemirowiczów, znaczną część dóbr we Wsielubiu skupił syn Zofii Niemirowiczówny, Stanisław Stanisławowicz Dowojno, wojewoda połocki. W 1537 na zamku w Kijowie wobec braku zstępnych hetman polny litewski i wojewoda kijowski Andrzej Jakubowicz Niemirowicz uznał Stanisława Dowojnę za syna i uczynił spadkobiercą części swoich dóbr. Podobnie w 1540 na zamku w Kijowie uczynił Jan Pieńko (Piotrowicz) Niemirowicz, starosta czerkaski i kaniowski, który ze swoją żoną Bohdaną Hanną z Sapiehów (córką wojewody podlaskiego i witebskiego Jana) nie posiadał potomstwa, a dla którego Stanisław Dowojno był siostrzeńcem. W 1553 król Zygmunt August zezwolił Stanisławowi Dowojnie na założenie we Wsielubiu miasteczka i organizację targów. Bliskość Nowogródka hamowała jednak rozwój gospodarczy miasta.
Pod koniec XVI wieku Wsielub zaczął przechodzić do Radziwiłłów. Po bezpotomnej śmierci Stanisława Dowojny, w 1576 wdowa po nim, Barbara z ks Sołomereckich, sprzedała swoje działy we Wsielubiu Mikołajowi Radziwiłłowi "Rudemu", który jako kalwin uczynił z kościoła katolickiego we Wsielubiu świątynię kalwińską. Ostatecznie władanie Niemirowiczów we Wsielubiu zakończyło się w 1627, gdy Jan Niemirowicz sprzedał swoje udziały Krzysztofowi Radziwiłłowi. 
W latach 1921–1939 w powiecie nowogródzkim woj. nowogródzkiego II Rzeczypospolitej, siedziba gminy Wsielub. W 1921 miejscowość liczyła 736 mieszkańców. Po II wojnie światowej wieś weszła w skład Białoruskiej SRR. Od 1991 w niepodległej Białorusi.

## Zabytki[7]
- Kościół św. Jana Chrzciciela (XV wiek)
- Cerkiew św. Michała Archanioła z 1840 r.
- Kaplica grobowa O'Rourke'ów
- Zespół dworsko-parkowy O'Rourke'ów
- Synagoga
- Stary cmentarz katolicki
- Cmentarz żydowski

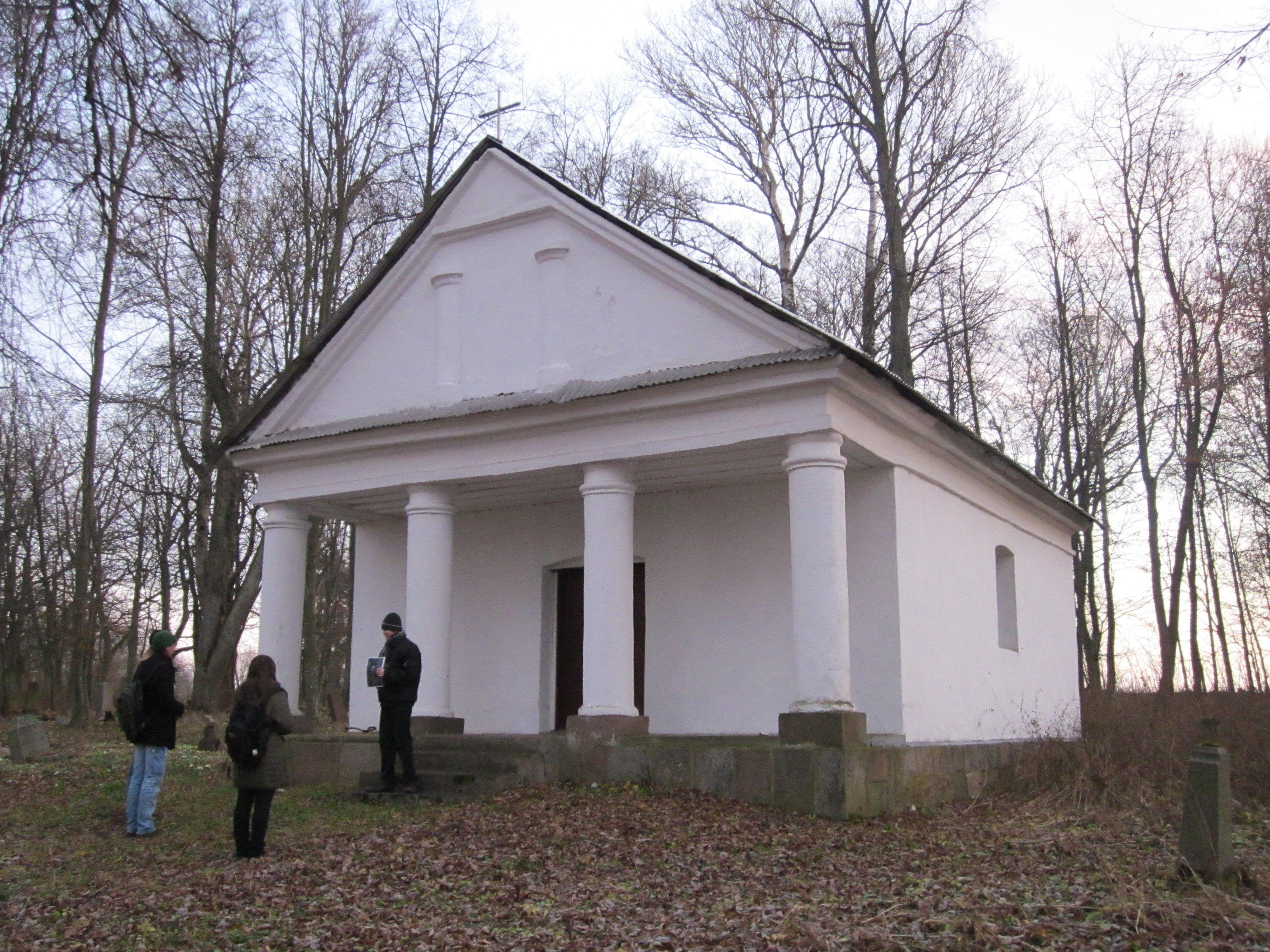
Kaplica grobowa O'Rourke
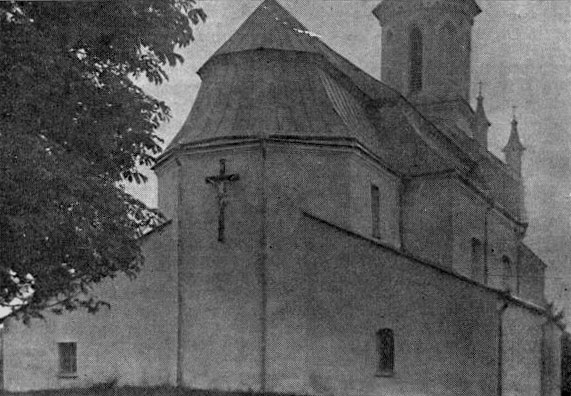
Prezbiterium kościoła
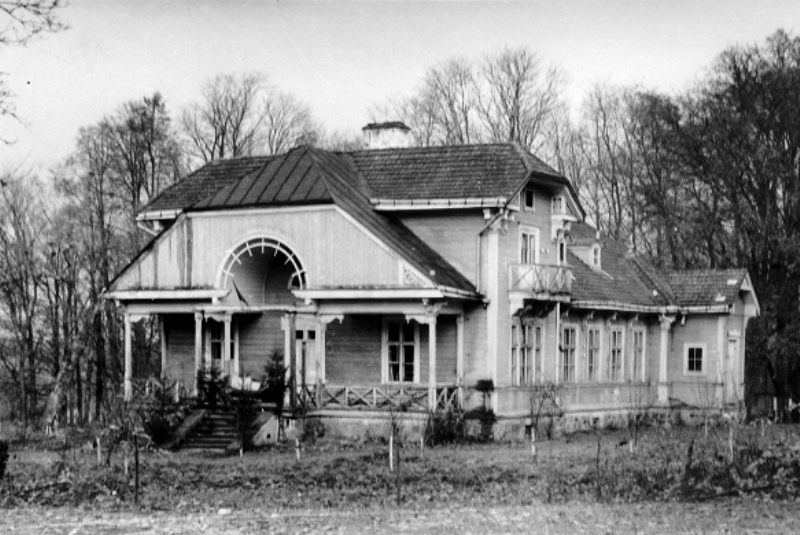
Dawny dwór z XX wieku
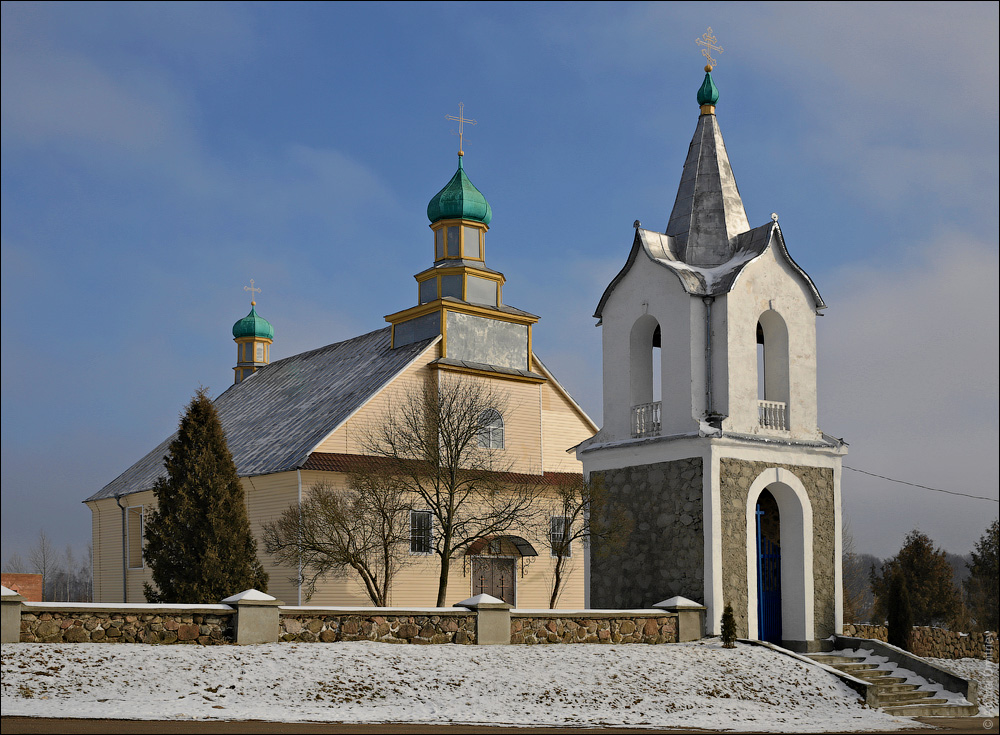
Cerkiew św. Michała Archanioła